# Klaus Störtebeker

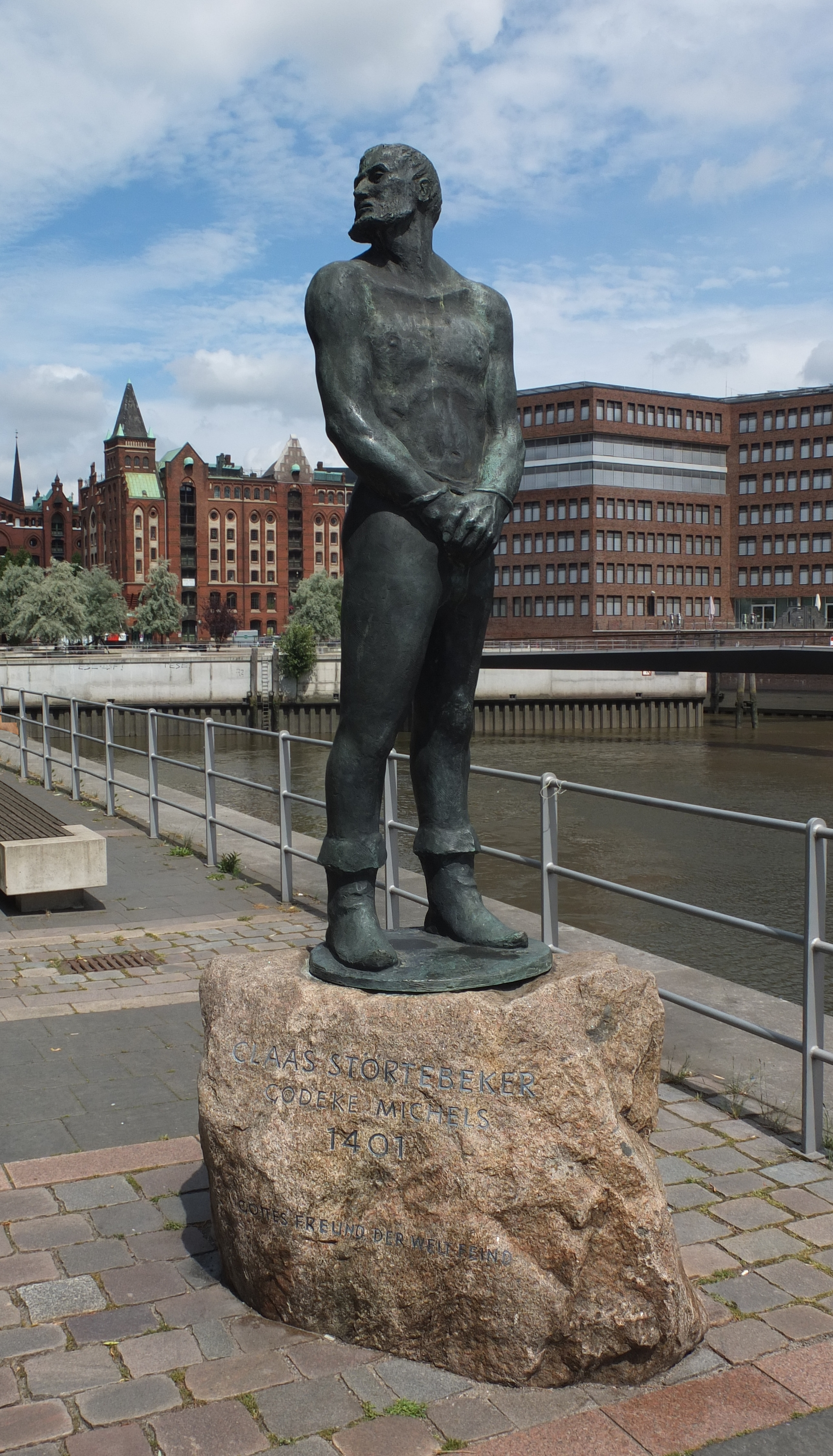
Pomnik Störtebekera w Hamburgu

Klaus Störtebeker (ur. 1360, zm. 20 października 1401 w Hamburgu) – legendarny pirat. Dowodził tak zwanymi Likedeelers (Równodzielący) i był najbardziej znanym piratem tego związku pirackiego znanego powszechnie jako Vitalienbrüder (tzw. bracia witalijscy). Napadał najpierw za pozwoleniem i na życzenie króla szwedzkiego Albrechta Meklemburskiego na statki konkurencyjnej dla Albrechta Danii i Lubeki, ale później już także na statki kupieckie Hanzy na Bałtyku i Morzu Północnym. Schwytany po bitwie morskiej pod Helgoland, został ścięty wraz ze swoimi ludźmi w Hamburgu. Głowy ich powbijano na kołki i ustawiono dla odstraszenia innych piratów wzdłuż Łaby.

## Legendy
Jest kilka legend związanych ze Störtebekerem. Jedna z nich głosi, że ówczesny burmistrz Hamburga Kersten Miles zgodził się na prośbę Störtebekera, żeby ocalić życie w drodze łaski tym kompanom, koło których zdoła on jeszcze przejść już po ścięciu głowy. Legenda głosi, że udało mu się przejść koło jedenastu skazańców i przewrócił się dopiero wtedy, kiedy kat rzucił mu pod nogi pień z miejsca stracenia. (Inne źródła wspominają, że kat podstawił mu nogę). Burmistrz nie dotrzymał jednak słowa i stracono wszystkich 73 piratów.
Pod względem medycznym legenda ta jest całkowicie nierealna: po przecięciu rdzenia kręgowego ustają wszystkie sygnały przekazywane do ciała przez mózg, co uniemożliwia (między innymi) poruszanie się.

## Fakty
Źródła z początku XV wieku kilkakrotnie wspominają o korsarzu nazwiskiem Störtebeker (w różnych wariantach zapisu). Z imienia znany jest na pewno Johann Störtebeker z Gdańska, który żył jeszcze kilkanaście lat po domniemanej egzekucji.